# 御幸本町 (安城市)
御幸本町（みゆきほんまち）は、愛知県安城市の町名である。

## 地理
安城市の中心部に位置する。JR東海道本線安城駅南口が町内に設置されており、安城市の玄関口になっている。また、安城市役所は当町の南西の桜町に所在する。
町の下には1から18番地が振られている。よって小字、並びに丁目はない。

## 歴史
- 1964年（昭和39年） - 安城市安城町の一部により、同市御幸本町として成立[6]。

## 世帯数と人口
2019年（平成31年）4月30日現在の世帯数と人口は以下の通りである。
| 大字     | 世帯数  | 人口    |
| -------- | ------- | ------- |
| 御幸本町 | 467世帯 | 1,088人 |

### 人口の変遷
国勢調査による人口の推移
| 1995年（平成7年）  | 1,084人 | [ 7 ]  |  |
| 2000年（平成12年） | 975人   | [ 8 ]  |  |
| 2005年（平成17年） | 974人   | [ 9 ]  |  |
| 2010年（平成22年） | 1,110人 | [ 10 ] |  |
| 2015年（平成27年） | 1,039人 | [ 11 ] |  |

## 小・中学校の学区
市立小・中学校に通う場合、学区は以下の通りとなる。
| 番・番地等 | 小学校             | 中学校               |
| ---------- | ------------------ | -------------------- |
| 全域       | 安城市立桜町小学校 | 安城市立安城南中学校 |

## 施設
- 光徳保育園
- 碧海信用金庫本部本店営業部
- 安城市勤労福祉会館
- あいち中央農業協同組合（JAあいち中央）本店

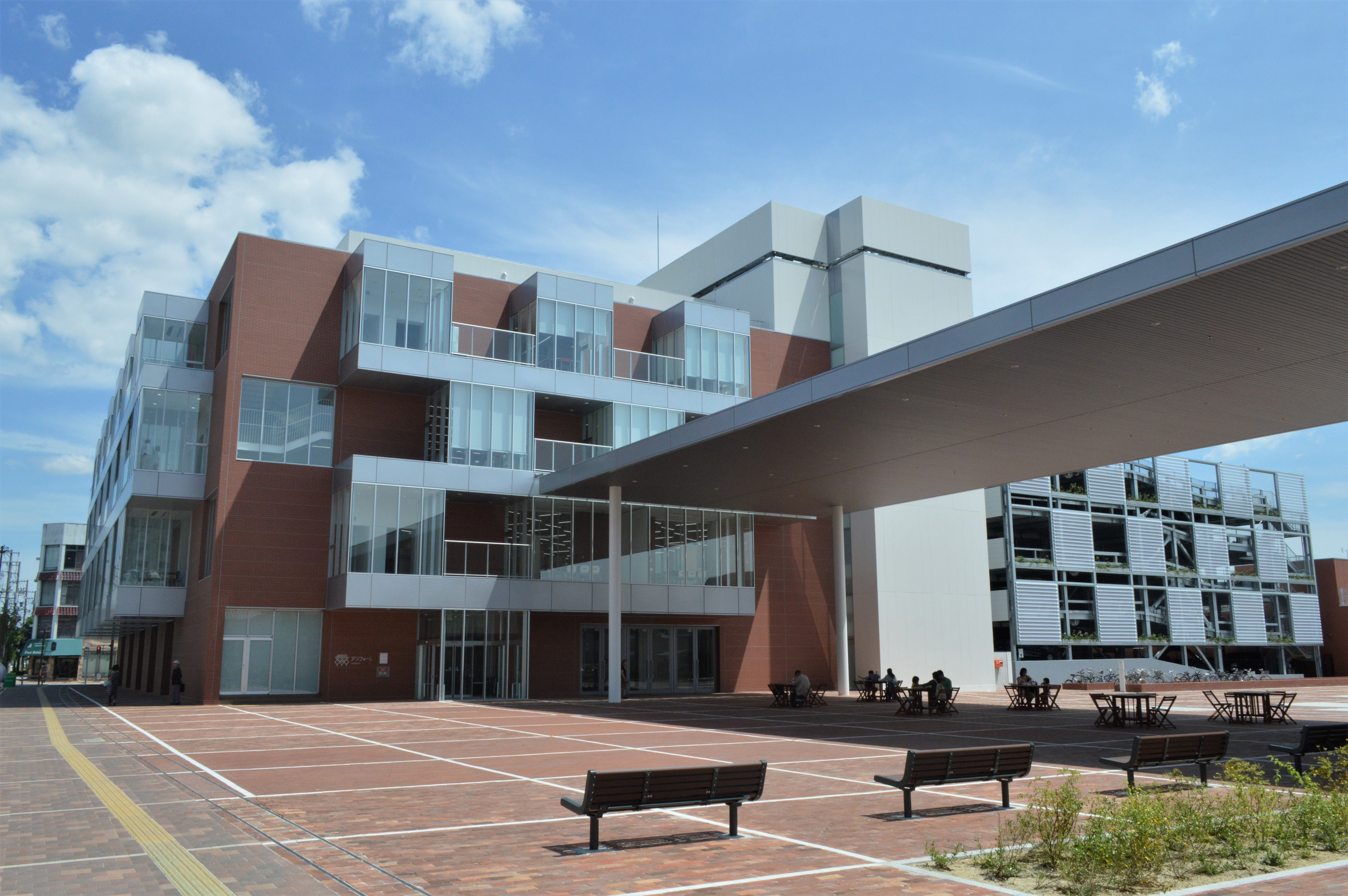
アンフォーレ（安城市図書情報館）
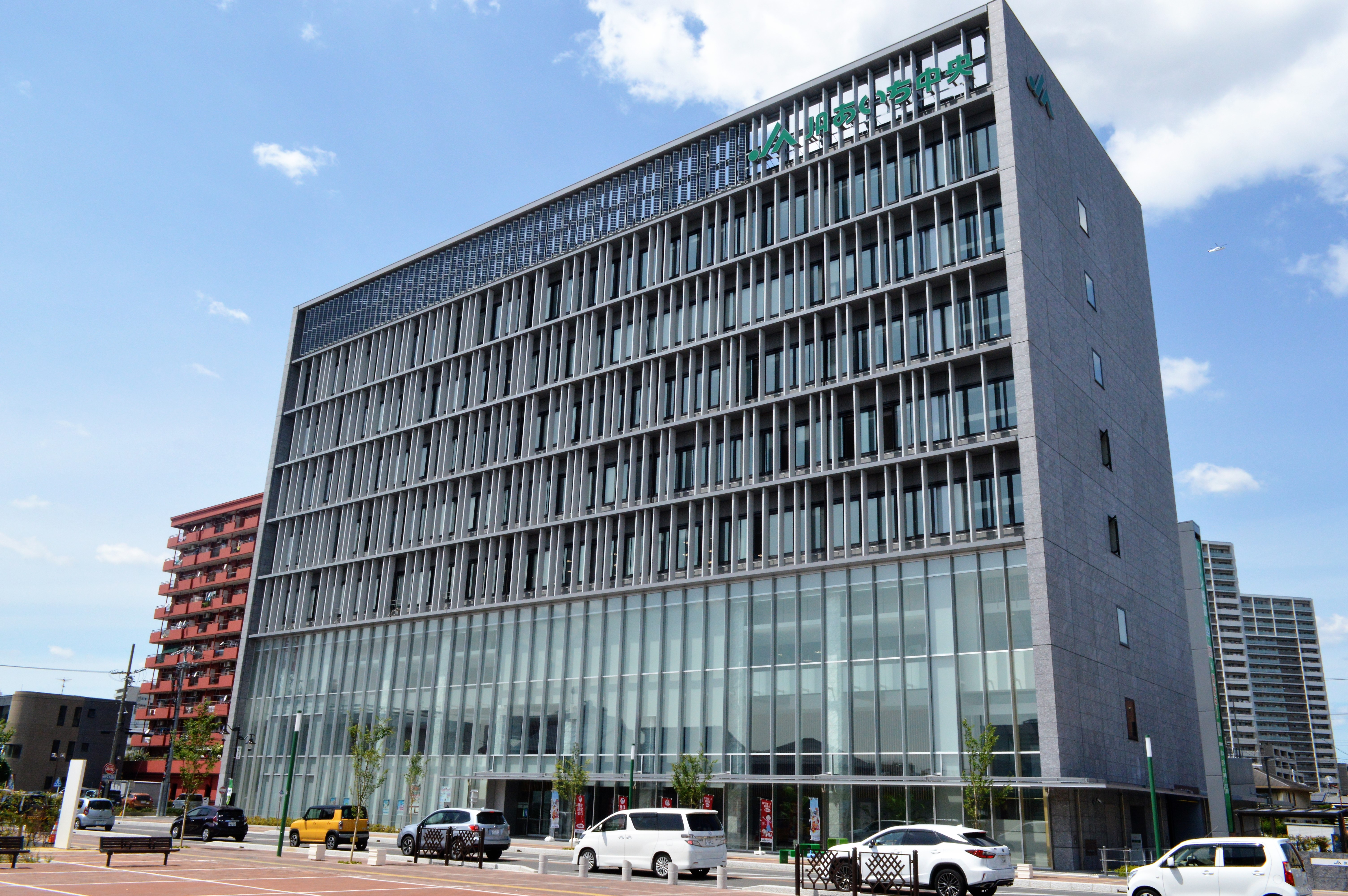
あいち中央農業協同組合本店
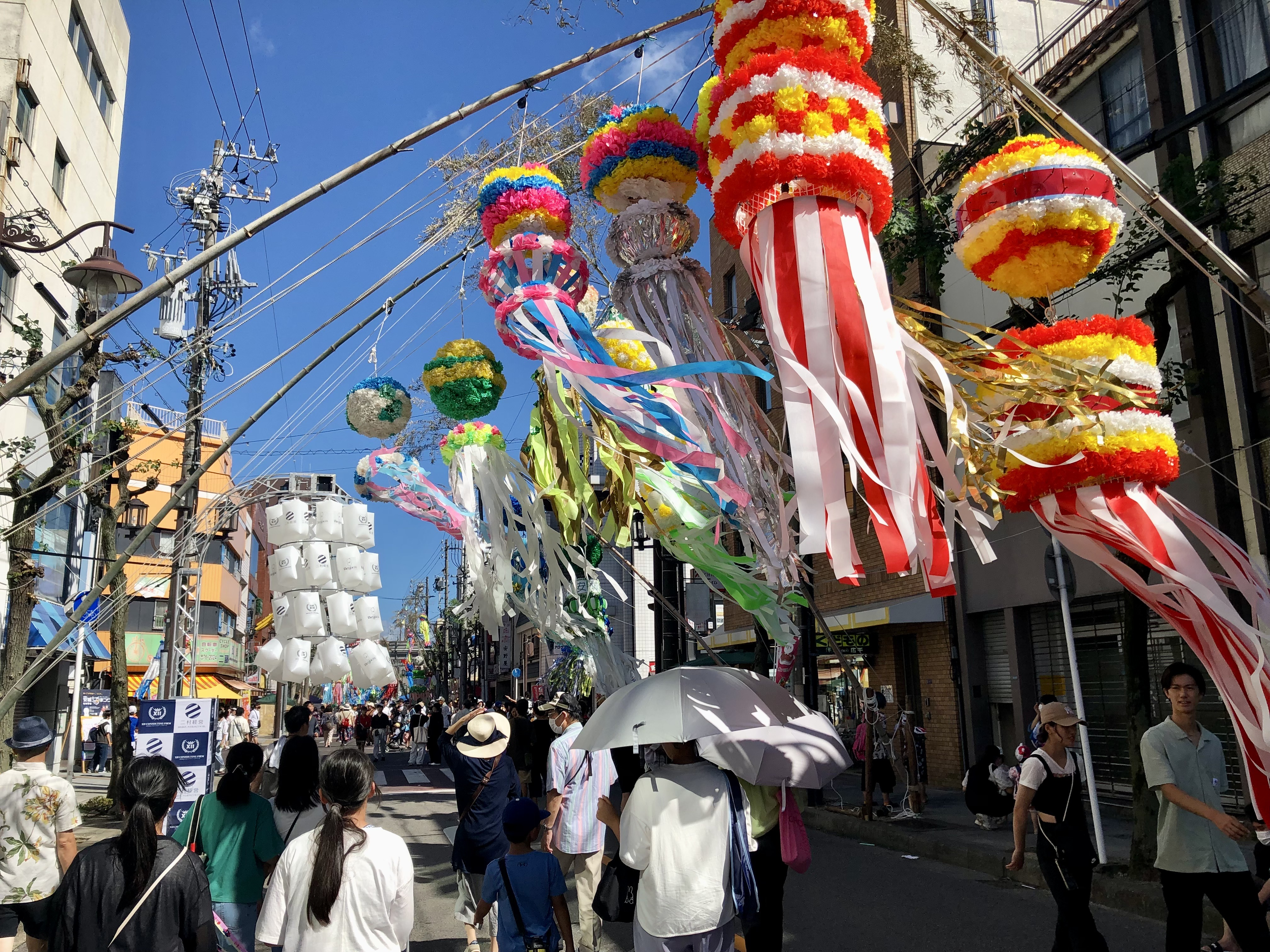
安城駅南口の商店街。安城七夕まつり。

- 安城郵便局（1978年まで）
- 安城東宝劇場（1970年代後半閉館）
- 桜咲（おうさき）高等学院・桜咲メディアアカデミー[13]

2015年（平成27年）4月開設の私塾。2016年（平成28年）3月末で閉鎖された。
- アンフォーレ（安城市図書情報館）
- あいち中央農業協同組合本店
- 安城駅南口の商店街。安城七夕まつり。

## 交通
鉄道
- JR東海道本線
  - 安城駅南口

## その他

### 日本郵便
- 郵便番号 : 446-0032[3]（集配局：安城郵便局[14]）。